# Volîțea, Berejanî
Volîțea (în ucraineană Волиця) este un sat în comuna Rohaciîn din raionul Berejanî, regiunea Ternopil, Ucraina.

## Demografie
Componența lingvistică a localității Volîțea
     Ucraineană (99,81%)
Conform recensământului din 2001, majoritatea populației localității Volîțea era vorbitoare de ucraineană (99,81%), existând în minoritate și vorbitori de alte limbi.